# Phlyctenophora reniformis
Phlyctenophora reniformis is een mosselkreeftjessoort uit de familie van de Candonidae. De wetenschappelijke naam van de soort is voor het eerst geldig gepubliceerd in 1900 door Brady.